# Stabilimento Olivetti (Scarmagno)
Lo stabilimento Olivetti è stato uno degli stabilimenti della società Olivetti, costruito a Scarmagno, paese distante 13 km. da Ivrea.
Progettato negli anni sessanta, in primo luogo da Marco Zanuso ed Eduardo Vittoria, lo stabilimento è un'opera di architettura moderna.

## Storia

### I primi anni
Negli anni sessanta la Olivetti, in pieno sviluppo, aveva necessità di costruire un nuovo stabilimento fuori Ivrea, 
per cui venne scelto il piccolo paese di Scarmagno a meno di 20 km da Ivrea e che aveva la disponibilità di un'area pianeggiante di un milione di metri quadrati, nella vasta pianura prospiciente il paese.
L'urbanista Giovanni Astengo sottolineò la felice scelta del luogo, facilmente collegato a Torino e a Ivrea e il fatto che nei 15 comuni che si trovavano intorno a Scarmagno in quegli anni risiedevano circa venticinquemila abitanti. Il fatto che la nuova fabbrica avrebbe occupato almeno diecimila persone avrebbe comportato radicali modifiche nel sistema socio-economico locale, dando una notevole spinta allo sviluppo dell'area.
Il progetto del nuovo complesso produttivo venne affidato nel 1962 a Marco Zanuso ed Eduardo Vittoria, autori di altre architetture per la Olivetti.
Il primo progetto non venne realizzato, ma di esso venne conservata l'idea di un modulo realizzato con una struttura in acciaio.
La prima ad essere realizzata fu una lunga struttura coperta, denominata Capannone-A, costruita tra il 1962 e il 1964 e progettata da Ottavio Cascio. Costruita in acciaio, era basata su moduli di 12 x 12 m.
A questo punto Marco Zanuso, Eduardo Vittoria, Roberto Guiducci (con la Tekne) e e Antonio Migliasso realizzarono un nuovo progetto, tra il 1968 e il 1971, comprendente i fabbricati “B”, “C” e “D”. Venne anche qui adottata una soluzione modulare, sviluppata su una maglia di elementi rettangolari di 12x18 m. Sui pilastri come da progetto sono appoggiate le travi principali a forma di una Y rovesciata, che permettono l'appoggio di travi secondarie, a forma di V, che formano la copertura, su cui sono disposti i lucernari che consentono alla luce naturale di entrare nella fabbrica.
Successivamente vennero realizzati il fabbricato e un piccolo capannone chiamato Tecnologico, dove erano ubicati i laboratori di ricerca sulla componentistica ibrida.
A Nord, sull'estremo limite del perimetro degli stabilimenti di produzione, sorgeva una piccola struttura completamente in legno priva di chiodi, col tetto in rame, con lo spiovente rivolto verso i capannoni, volto a proteggere la strumentazione elettronica di misura, utilizzata per testare le emissioni di radiofrequenza dei prodotti. 
Nel periodo della joint-venture con la compagnia americana AT&T, nella fabbrica automatizzata di questi stabilimenti furono prodotti fino a 200.000 personal computer in un anno. 
Il complesso comprendeva 3 mense, una biblioteca ed un'infermeria. Furono molti i residenti a lasciare il lavoro agricolo, preferendo essere assunti in fabbrica.

### La crisi e il declino
A partire dagli anni 2000, in seguito alla crisi dell'Olivetti ed al relativo continuo e progressivo diminuire della produzione, lo stabilimento fu oggetto di numerosi studi di recupero e riqualificazione, studi in cui fu ipotizzata prima la riconversione dell'area ad impianto inceneritore di rifiuti con recupero energetico (produzione di energia elettrica e calore per teleriscaldamento) e successivamente quella a "nuovo Ospedale del Canavese", in sostituzione dei numerosi presidi ospedalieri, oramai obsoleti, quali quelli di Ivrea e Castellamonte. 
Nessun progetto di riqualificazione ebbe tuttavia un seguito e lo stabilimento, passato di proprietà dall'Olivetti alla Pirelli Real Estate e poi ad altri fondi immobiliari specialistici, vide un progressivo declino delle attività svolte all'interno con occupazione dei capannoni, oramai vuoti, da parte di piccole e medie imprese, alcune nate dalla cessione di rami d'azienda della stessa Olivetti, dedite ad attività eterogenee quali l'archiviazione documentale, la riparazione di apparati di telefonia, call center di operatori telefonici, depositi di prodotti chimici, laboratori di analisi e prove.
In data 19/03/2013 il fabbricato C del comprensorio venne danneggiato in maniera grave ed irreversibile, divenendo definitivamente inutilizzabile, da un incendio di ampie dimensioni e durata. Lo spegnimento, che impiegò diverse squadre dei Vigili del Fuoco della provincia, fu particolarmente complesso e non privo di scelte criticabili, per il rischio chimico dovuto alla presenza nel fabbricato di un deposito di inchiostri per stampanti.
L'evento, di responsabilità complessive da accertare in via definitiva, ma riconducibile ad un'attività manutentiva "a caldo" sui lucernari posti in copertura, comportò il successivo e graduale abbandono dell'area da parte di quasi tutte le imprese con conseguente ulteriore degrado ambientale, occupazionale e sociale dell'area.
Lo stabilimento appare pertanto destinato ad un progressivo abbandono totale con unica possibilità concreta di riconversione dell'area in terreno agricolo o forestale, riconversione che si prospetta critica dal punto di vista delle bonifiche ambientali che saranno necessarie per il riportare i terreni allo stato di coltivabilità.
Nel settembre del 2021 l'azienda Italvolt fondata e guidata da Lars Carlstrom ha sottoscritto un accordo per l'acquisto dell'area dove sorgeva lo stabilimento. Secondo i piani dell'imprenditore, l'area verrà attrezzata per la costruzione di uno stabilimento di produzione di batterie per gli autoveicoli elettrici. Il terreno verrà bonificato dalla stessa azienda e 300 mila metri quadrati saranno dedicati al nuovo impianto di cui 20 mila alla creazione di un centro di ricerca e sviluppo.
Nel marzo 2023, dopo lunghe discussioni tecniche e dibattiti politici, il progetto è naufragato e l'imprenditore svedese ha ritirato il suo interesse per l'area.